# Norjmoogiin Tsedenbal
Norjmoogiin Tsedenbal, född den 12 september 1988 i Dzüünharaa, är en mongolisk fotbollsspelare (ytterback) som spelar för Ulaanbaatar City i Mongoliska Premier League och mongoliets landslag.
Han var Mongoliets bästa målgörare under kvalet till VM i Qatar 2022, där han gjorde 3 av Mongoliets totalt 6 mål. Han deltog även i kvalet till VM 2018, där Mongoliet blev utslagna i första kvalomgången efter ett dubbelmöte med Östtimor.